# Nicolae Ciobanu (critic literar)
Nicolae Ciobanu (n. 4 august 1931, Bălușești, România – d. 27 noiembrie 1987, București, România) a fost un critic și istoric literar român.

## Biografie
S-a născut în familia țăranului Constantin Ciobanu și a soției sale, Ana (n. Sava) din satul Bălușești. A urmat Școala Medie Silvică din Pucioasa (absolvită în 1952), apoi cursurile Facultății de Filologie ale Universității din București (1952-1957), obținând titlul de doctor în filologie în 1971 cu teza „Ionel Teodoreanu. Viața și opera” susținută în fața unei comisii conduse de istoricul și criticul literar Dimitrie Păcurariu. În ultimul an de facultate a fost exclus din Uniunea Tineretului Muncitor din cauza participării la mișcările studențești de solidaritate cu Revoluția din Ungaria (1956).
După absolvirea facultății a lucrat ca redactor la revista Scrisul bănățean (1957-1959) din Timișoara. În 1959 a fost transferat ca profesor într-un sat din județul Dâmbovița (1960-1962), după care s-a reîntors la Timișoara ca redactor la revistele Scrisul bănățean (1963) și Orizont (1963-1968) și asistent (apoi lector) de literatura română contemporană la Universitatea din Timișoara (1963-1968). În 1969 s-a mutat la București unde a lucrat ca redactor la Radioteleviziunea Română (1969-1970), redactor la revista Luceafărul din București (1970-1985) și director al Muzeului Național al Literaturii Române din București (1985-1987).
A purtat o corespondență deloc convențională cu numeroase personalități ale vieții literare românești printre care Șerban Cioculescu, Al. Piru, Constantin Ciopraga, Dimitrie Păcurariu, Eugen Simion, Nicolae Manolescu, Alexandru Jebeleanu, Mihai Ungheanu, Alexandru Oprea, Ion Lăncrănjan, Artur Silvestri și Dumitru Micu, care permite cunoașterea activității sale publicistice și didactice, precum și aspecte interesante ale vieții literare timișorene.

## Activitatea literară
Nicolae Ciobanu a scris recenzii și articole de critică literară încă din perioada facultății, debutând în 1956 în paginile revistei Gazeta literară, organul de presă al Uniunii Scriitorilor din Republica Populară Română. După ce s-a mutat la Timișoara a lucrat în presa culturală locală, colaborând la revistele Scrisul bănățean și Orizont (1957-1969), unde a semnat articole cu pseudonimele Nic. C. Sava și Valentin Ganea. Începând din 1970 a fost redactor la revista bucureșteană Luceafărul, scriind cronici literare și rubricile „Retrospective” și „Cartea de debut” și publicând serii de articole pe diverse teme literare, printre care și un serial despre proza fantastică românească (în 1979).
A desfășurat o activitate intensă de istoric literar, remarcându-se prin îngrijirea și prefațarea unor ediții ale operelor lui George Topârceanu, Șt. O. Iosif și Ionel Teodoreanu, prin publicarea antologiei de proză scurtă De la Constantin Negruzzi la Pavel Dan (1979) și a unor volume de critică și istorie literară. Scrierile sale dovedeau, în opinia criticului Dumitru Micu, o pasiune pentru literatura română modernă și contemporană și un interes pentru cele mai noi apariții literare.
Cu toate acestea, profesorul universitar bucureștean Alexandru Piru considera că articolele critice ale lui Nicolae Ciobanu nu erau decât „un fel de studiu mimând eseul asupra unor probleme tratate [...] de mari autorități”, fără a trezi un interes prea mare, și evalua cartea Eminescu. Structurile fantasticului narativ (1984) drept „o lucrare destul de modestă” cu un titlu care nu corespundea conținutului.

## Opera
- Nuvela și povestirea contemporană, Editura pentru Literatură, București, 1967;
- Ionel Teodoreanu. Viața și opera, Ed. Minerva, București, 1970;
- Panoramic, Ed. Cartea Românească, București, 1972;
- Critica în primă instanță, Ed. Eminescu, București, 1974;
- Incursiuni critice, Ed. Facla, Timișoara, 1975;
- Însemne ale modernității, I-II, Ed. Cartea Românească, București, 1977-1979;
- Întîlnirea cu opera, Ed. Cartea Românească, București, 1982;
- Eminescu. Structurile fantasticului narativ, Ed. Junimea, Iași, 1984;
- Între imaginar și fantastic în proza românească, Ed. Cartea Românească, București, 1987.